# شمس‌آباد (دزفول)
شمس‌آباد، از شهرهای شهرستان دزفول در استان خوزستان است.

## مردم
مردم این شهر دزفولی اند.

## جمعیت
بر پایه سرشماری عمومی نفوس و مسکن در سال ۱۳۹۵ جمعیت این شهر ۱۰٬۸۵۸ نفر (۳٬۱۶۴ خانوار) بوده‌است.